# 중국 씨티은행
씨티은행 (중국) 유한공사(Citibank (China) Company Limited, "CCCL", 花旗银行(中国)有限公司)는 2007년 중국 대륙에 현지 법인을 설립한 최초의 외국 은행 중 하나다. 씨티은행의 중국 지점은 1902년부터 운영되어 중국에서 운영을 시작한 미국 최초의 은행이다. 루자쭈이, 상하이시에 있는 오피스 타워인 Citigroup Tower는 은행 이름을 따서 지어졌다.
중국 은행 규제위원회(China Banking Regulatory Commission)는 2006년 12월 24 일 외국 은행이 중국 대륙에 현지 법인 설립을 위한 준비 작업을 승인했다고 발표했다. 씨티은행은 설립을 신청한 9개 외국 은행 중 하나였다. 자회사인 중국 씨티은행은 2007년 4월 1일에 설립되었으며 4월 2일에 영업을 시작했다.

## 회사 프로필
중국 씨티은행은 2000년 이래로 은행업계가 금융업계의 존속을 간신히 허용했을 때 많은 발전을 해왔다. 현재 씨티은행은 중국 동북부와 동남부에 상하이시, 베이징시, 광저우시, 선전시, 청두시, 톈진시, 항저우시, 충칭시, 구이양시, 난징시, 창사시, 우시시, 다롄시 등 13개 도시에 총 47개의 은행을 두고 있다. 전국적으로 영향력을 확대하려는 시도로 씨티은행은 합명회사보다 인수합병에 더 기울었다. 2007년 중국 씨티은행은 영업 이익이 22억 위안에 이르렀으며 순이익은 6억 6,500만 위안에 달했다. 또한 UnionPay 직불 카드를 현지에서 발행할 수 있는 중국 외의 5개 은행 중 하나다. 또한 상하이 푸동 개발은행과 제휴하여 신용 카드를 발급한다.